# Rodolphe Ier de Habsbourg
Pour les articles homonymes, voir Rodolphe Ier et Rodolphe d'Autriche (homonymie).
Rodolphe Ier, roi des Romains, ou Rodolphe IV de Habsbourg (1er mai 1218 – mort le 15 juillet 1291 à Spire) est roi des Romains de 1273 à sa mort. Il succède à Richard de Cornouailles et met fin à la période du Grand Interrègne et à la dynastie des Hohenstaufen. Premier membre de la maison de Habsbourg à monter sur le trône impérial, il est considéré comme le fondateur de la puissance de la dynastie. Durant son règne, il étend en effet les possessions des Habsbourg à l'Autriche et à ses dépendances.

## Comte de Habsbourg
Rodolphe est né le 1er mai 1218, vraisemblablement au château de Limbourg (pays de Bade). Il est le fils aîné et l'unique héritier d'Albert IV le Sage (1188 – 1239), comte de Habsbourg, et d'Edwige de Kybourg (morte en 1260). Contrairement à la branche cadette des Habsbourg-Laufenbourg, qui a pris parti pour les guelfes, son père a choisi de rester fidèle aux Hohenstaufen dans leur lutte contre le pape. L'empereur Frédéric II est d'ailleurs le parrain de Rodolphe et il récompense la loyauté des Habsbourg par plusieurs dons de territoires. Ayant succédé en 1239 à son père, mort lors de la croisade des barons, il réussit à étendre peu à peu ses possessions en Alsace et dans le nord de la Suisse à la suite de divers conflits de succession dont il sort victorieux par les armes. Il épouse Gertrude de Hohenberg qui devient, après le couronnement, la reine Anna de Habsbourg, morte à Vienne, mais dont le monument funéraire se trouve à la cathédrale de Bâle.

## Roi des Romains
En 1273, Rodolphe de Habsbourg est ainsi devenu un prince influent du sud de l'Allemagne, mais il est loin d'être le plus puissant dans l'Empire. C'est pour cette raison que les princes-électeurs l'élisent comme roi de Germanie (ou roi des Romains), écartant ainsi le roi de Bohême, Ottokar II, lui aussi candidat. En effet, outre les qualités militaires de Rodolphe, les électeurs sont soucieux de ne pas porter au pouvoir un prince trop puissant afin de préserver leurs propres prérogatives et d'éviter tout risque de transmission héréditaire de la couronne. Cette élection, le 1er septembre 1273, met aussi un terme au Grand Interrègne, c'est-à-dire à la vacance du trône impérial qui dure depuis 1250 en raison de la rivalité avec le pape.
Selon la procédure qui est alors en vigueur, les princes-électeurs n'élisent pas directement l'Empereur, mais le « Roi des Romains ». Celui-ci doit alors entreprendre le voyage à Rome (le Römerzug) afin de se faire officiellement couronner par le pape. 
Rodolphe, roi pragmatique et ambitieux, préfère renoncer à cette expédition jamais dénuée de risques. Âgé de 55 ans, il craint que le temps lui soit compté, il ne souhaite pas non plus apparaître comme un vassal du pape et son absence peut fragiliser son pouvoir dans une Allemagne qui sort d'une période trouble. En droit, il n'a donc pas été empereur même si, dans les faits, tout le monde le considère comme tel.

## La conquête de l'Autriche
Dès son accession au pouvoir, Rodolphe entend remettre de l'ordre dans l'Empire, d'abord en mettant fin aux guerres privées, mais aussi et surtout en récupérant des territoires qui sont indûment occupés par certains princes, en commençant par le duché d'Autriche. Celui-ci a longtemps été détenu par la famille des Babenberg, mais cette lignée de ducs s'est éteinte en 1246, avec la mort sans héritier mâle du duc Frédéric II d'Autriche. Cependant, le roi de Bohême Ottokar II, qui a épousé Marguerite d'Autriche la sœur ainée du duc défunt, a profité de la vacance du pouvoir durant le Grand Interrègne pour s'emparer du duché d'Autriche après avoir vaincu son rival, le roi de Hongrie Béla IV lors de la bataille de Kressenbrunn en juillet 1260. Or, le droit féodal prescrit le retour à l'empereur des fiefs tombés en déshérence. Craignant sans doute l'arrivée au pouvoir de l'ambitieux Rodolphe de Habsbourg, Ottokar a aussi été le seul des sept princes-électeurs à ne pas voter pour lui. Il ne s'est pas rendu non plus à la cérémonie du couronnement.
Rodolphe ne tarde pas à convoquer Ottokar devant la Diète d'Empire afin qu'il lui prête l'hommage pour ses fiefs de Bohême et de Moravie et qu'il restitue le duché d'Autriche. Comme le roi de Bohême ne répond pas à cette convocation, il est mis au ban de l'Empire et Rodolphe met sur pied une coalition contre lui. En Autriche même, une partie de la noblesse et des villes se soulève contre Ottokar, qui est contraint de négocier la paix : il ne conserve que ses possessions de Bohême et de Moravie. Ayant reconstitué des forces, il reprend les hostilités quelques années plus tard, mais il est finalement vaincu et tué à la bataille de Marchfeld, le 26 août 1278. 
Rodolphe prend ainsi possession des duchés d'Autriche, de Styrie et de Carinthie qu'il inféode à son fils aîné et successeur Albert et de la Carniole qu'il confie à Meinhard de Goritz dont la fille Élisabeth de Tyrol épouse son fils Albert.

## Mort
Rodolphe meurt à Spire le 15 juillet 1291. Adolphe de Nassau lui succède en 1292.

## Vie de famille
Il épouse en premières noces en 1245, Gertrude de Hohenberg (1225-1281), dont il a onze enfants, parmi lesquels :
- Mathilde de Habsbourg (1251-1304), mariée en 1273 à Louis II, duc de Bavière ;
- Albert Ier de Habsbourg (1255-1308), roi des Romains (empereur du Saint-Empire, non sacré) ;
- Catherine de Habsbourg (bg), mariée en 1279 avec Othon III de Bavière, roi de Hongrie de 1305 à 1308 ;
- Agnès de Habsbourg (de), mariée en 1273 à Albert II de Saxe (mort en 1298), duc de Saxe ;
- Hedwige de Habsbourg (en), mariée en 1279 à Othon VI, margrave de Brandebourg ;
- Clémence de Habsbourg, mariée en 1281 avec Charles Martel de Hongrie, duc de Calabre ;
- Hartmann de Habsbourg (de) ;
- Rodolphe II d'Autriche, duc d'Autriche ;
- Judith de Habsbourg, mariée en 1285 à Venceslas II, roi de Bohême ;
- (illégitime) Albert Ier de Schenkenberg, comte de Löwenstein.

Il épouse en secondes noces en 1284, Isabelle de Bourgogne (1270-1323), fille du duc de Bourgogne Hugues IV de Bourgogne et de sa seconde épouse Béatrice de Champagne.

## Iconographie
Une statue équestre de Rodolphe de Habsbourg occupe une niche sur la façade ouest de la cathédrale Notre-Dame de Strasbourg. L'original est détruit pendant la Révolution française, puis reconstitué vers 1810.